# Хамарщранд
Хамарщранд (на шведски: Hammarstrand) е малък град в централна Швеция, лен Йемтланд. Главен административен център на община Рагунда. Разположен е на десния бряг на река Индалселвен. Построен е след 1796 г. на мястото на бившето езеро Рагундашьон, което внезапно се отводнява вследствие на разместване на земни пластове. Намира се на около 400 km на северозапад от централната част на столицата Стокхолм и на около 90 km на югоизток от главния град на лена Йостершунд. Зимен курорт с писта за бобслей за състезания за световната купа. Населението на града е 1052 жители според данни от преброяването през 2010 г.